# Lycos Chat
Der Lycos Chat ist Teil einer worldsbiggestchat genannten Online-Community, die sich in Dänemark entwickelt hat und sich aus mehreren Chats verschiedener Anbieter und Sprachen zusammensetzt. Der deutsche Teil wurde seit 2001 vom Betreiber des Webportals Lycos bereitgestellt und war von Mitgliedern der deutschen Internetangebote von Lycos, T-Online und Yahoo nutzbar. Der Chat wurde an das Unternehmen Noesis Ltd. verkauft.
Anbieter in der Community worldsbiggestchat waren Lycos (Deutschland, England, Frankreich, Italien, Niederlande, Spanien), Spray (Norwegen, Schweden) und Jubii (Dänemark). Diese gehören nun alle zu Noesis.

## Aufbau und Funktionen

### Aufbau
Der Chat ist aufgebaut wie ein Schiff. Alles, was „an Bord“ passiert, fällt in diesen Rahmen hinein. So ist der wichtigste Bot der Kapitän und es gibt ein Rangsystem, was sich an Rängen der Seefahrt orientiert. Je erfahrener ein Chatter wird, desto höher wird dieser Rang und er kann in 179 Stufen vom Passagier über den Smutje und den Bootsmann zum Leutnant zur See aufsteigen und schließlich den höchsten Rang des Neptuns erreichen.
Der Chat teilt sich in zwei Bereiche. Dies sind der Bereich „Meine Seite“, in dem individuelle Benutzerseiten (Profil) angelegt, Informationen und Einstellungen geändert und Neuigkeiten zum Chat (Brücke) nachgelesen werden können, und das Chatfenster, in dem alle Nachrichten gelesen und geschrieben werden können.

### Funktionen
Durch den Einsatz von Handlungen werden häufig verwendete Ausdrücke, etwa beim Betreten eines Raumes, durch Eingabe eines Befehls automatisch geschrieben. Textformatierung ist durch Effekthandlungen möglich, bei denen der Text meist durch eine Grafik eingerahmt oder farbig hinterlegt wird.

### Brücke
Auf der Brücke werden in unregelmäßigen Abständen Informationen über aktuelle Geschehnisse im Chat sowie Veränderungen am Chat angekündigt und erklärt. Ebenfalls werden kleine Tipps zur Fehlerbehebung gegeben, wenn solche bekannt sind. Hier ist auch eine komplette Liste aller Navigatoren zu finden sowie eine Übersicht, welcher von ihnen gerade ansprechbar ist.

### Technik
Zum Jahreswechsel 2005/2006 wurden nahezu alle Länderchats des WBC nacheinander auf das .Net-Framework umgestellt. Nach der Umstellung des deutschen Chats war dieser lange Zeit offline oder lief stockend, was sich durch eine große Anzahl Updates bis heute wesentlich verbessert hat. Hintergrund der Umstellung waren vor allem die leichtere Fehlersuche und einfachere Implementierung neuer Funktionen wie dem Bullauge (Bewertungsseite für hochgeladene Fotos), die teilweise noch im Jahr 2006 neu eingebaut wurden.

### Neue Community
Seit April 2007 läuft eine neue Chat-Community im Probebetrieb. Besonders ranghohe Stammchatter wurden eingeladen, sich die englische Beta-Version der geplanten JubiiWorld anzusehen und Verbesserungsvorschläge einzubringen. Eine öffentliche Beta-Version ist nur in den USA eingerichtet worden.
Die neue Community ist nicht mehr wie ein Schiff aufgebaut, auf dem sich alles abspielt. Nun erwartet den Chatter, jetzt Islander (im Original, bisher gibt es keine Übersetzung) genannt, eine komplette Insel mit verschiedenen Bereichen, die sämtliche Funktionen beherbergt. So liegt im Hafen ein Schiff, auf dem wie bisher der normale Chatbetrieb läuft. Andere Chaträume wie das bisherige CityDeck oder Privatkabinen wurden auf die Insel verlegt. Ein Leuchtturm beherbergt die Suchen-Funktion und der Walk of Fame gibt Auskunft über die fleißigsten Chatter.
Wann die neue Community endgültig eröffnet werden soll, ist noch nicht bekannt.

## Moderation

### Navigatoren
Im Chat gibt es keine festgelegten Themen, weshalb der Dienst auch nicht moderiert wird. Es gibt jedoch Navigatoren genannte Chatter, die für Ordnung und eine angenehme Atmosphäre im Chat sorgen sollen. Sie sind nicht in jedem Raum präsent, können jedoch bei Problemen jederzeit privat (auch raumübergreifend) angesprochen werden. Navigatoren werden aus den Reihen der erfahrensten Chatter ernannt und machen ihre administrativen Aufgaben ehrenamtlich, nachdem sie eine Art Reifeprüfung abgelegt haben.
Neue Navigatoren sind zuerst als Assistenten unterwegs. Je nachdem ob erfahrenere Navigatoren gesucht werden, steigt der Rang zum Dritten, Zweiten oder Ersten Navigator. Damit steigen auch die Rechte der Navigatoren.
Voraussetzungen, um Navigator zu werden, sind aktuell: der Rang Leutnant zur See, ein Mindestalter von 16 Jahren und die erfolgreich abgeschlossenen Quests.
Anzutreffen sind Navigatoren vorrangig im Ballsaal oder auf der Landungsbrücke. In diesen Raum gelangen neue Chatter immer zuerst, hier werden sie in den Chat eingeführt und Ansprechpartner bei Fragen sind schnell zu erreichen.

### Sicherheit für Kinder

#### KinderChat
Es gibt ein sogenanntes Kinderschutzteam im Lycos Chat, das sich besonders um die jüngsten Chatter kümmert. Es gibt einen eigenen Raum („KinderChat“ auf dem Jugenddeck) für die Kleinsten an Bord, in dem sie unter sich sind.
Auf der Website des Kinderschutzteam können aktuelle Infos und Sicherheits-Tipps nachgelesen werden.
Über die neue Support-Seite des Chats können Screenshot an einen Navigator des Chats übermittelt werden, bei Belästigungsversuche durch andere Chatter.
Ein Alarm-Button im Chat sorgt für einen schnellen Hilferuf bei einem Navigator.
Seit dem 5. November 2007 arbeitet Lycos Europe zusammen mit den Chatanbietern RTL interactive und Knuddels in der „Selbstkontrolle Chat“, einem Zusammenschluss unter Leitung der FSM.
Im April 2014 wurde das Mindestalter von 12 auf 16 Jahre angehoben, somit ist Kindern der Zugang zum Chat nicht mehr gestattet, auch das Kinderschutzteam gehört seit diesem Tag der Vergangenheit an.

#### ChatLizenz
Seit dem Herbst 2006 wurde die sogenannte „ChatLizenz“ neu in das Programm des Kinderschutzteams aufgenommen. Kinder bis zu einem Alter von 15 Jahren können hier eine Art Prüfung ablegen, bei der vor allem die richtige Nutzung der Website des Kinderschutzteams und richtiges Verhalten gegenüber anderen Personen im Internet im Vordergrund stehen. Als Belohnung gibt es für das erfolgreiche Absolvieren eine Urkunde, die sich die Chatter in ihr Profil stellen können.

### Aktionen
Im Chat gibt es eine Vielzahl von Aktionen, die mit Hilfe von Navigatoren oder auch durch die normalen Chatter selbst organisiert werden.
So können Chathochzeiten abgehalten werden und es wird wöchentlich ein Quiz veranstaltet. Auch andere Spiele, etwa eine Mr. und Mrs. Lycos Wahl oder eine Schnitzeljagd wurden bereits durchgeführt.

## Umsatz
Der Umsatz des WBC setzt sich zu großen Teilen aus Werbung im Chat und Profil sowie aus Spendeneinnahmen zusammen. Seit dem 1. Januar 2010 sind umfangreiche Funktionen nur noch gegen Bezahlung zu erhalten.

## Kritik
- Durch das Rangsystem besitzt der Chat ein erhöhtes Suchtpotential, da es immer einen Anreiz gibt, seinen Rang zu verbessern für neue Möglichkeiten; ein leichter Einstieg und große Chaträume, in denen sich vor allem viele Stammchatter befinden, fördern den Rückkehrwert.
- Durch häufige technische Probleme steht das Schiff häufig still oder der Chatablauf geht nur stockend voran, weshalb der Chat oft als Flycos (Fly = fliegen, also ein unfreiwilliges Verlassen des Chats wegen technischer Probleme) bezeichnet wird.